# Bulgarian Open
Bulgarian Open je snookerový turnaj, který je od roku 2012 součástí Main Tour a patří mezi malé bodované turnaje Players Tour Championship (PTC), od sezóny 2013/14 pod názvem European Tour.

## Historie
Turnaj byl představen v roce 2012 v Princess Hotel a od roku 2013 se koná v Universiada Hall v Sofii. V prvním ročníku zde vyhrál Judd Trump nad Johnem Higginsem 4-0. V roce 2013 si John Higgins zopakoval svou účast ve finále, kde porazil Neila Robertsona 4-1. V roce 2014 byl ve finále Martin Gould se Shaunem Murphym, který zvítězil 4-2.

## Vítězové
| Rok  | Vítěz        | Poražený       | Skóre | Sezóna    |
| ---- | ------------ | -------------- | ----- | --------- |
| 2012 | Judd Trump   | John Higgins   | 4–0   | 2012/2013 |
| 2013 | John Higgins | Neil Robertson | 4–1   | 2013/2014 |
| 2014 | Shaun Murphy | Martin Gould   | 4–2   | 2014/2015 |